# ملاحظات المجتمع
ملاحظات المجتمع، المعروفة سابقًا باسم بيردووتش ميزة على منصة إكس (تويتر سابقًا) تسمح للمساهمين بإضافة سياقات مثل التحقق من المعلومات تحت منشور أو صورة أو مقطع فيديو. ملاحظات المجتمع برنامج تعديل محتوى يحركه المجتمع، يهدف إلى توفير سياقات مفيدة وغنية بالمعلومات، استنادًا إلى نظام يعتمد على المصادر الجماعية. تُطبق الملاحظات على المحتوى المغلوط المحتمل بواسطة خوارزمية لا تعتمد على حكم الأغلبية، بل على اتفاق المستخدمين من جوانب مختلفة من الطيف السياسي.
أُطلق البرنامج في 2021 وانتشر على نطاق واسع على إكس في 2023. عُرضت الملاحظات في البداية لمستخدمي الولايات المتحدة فقط، وانتشرت في مارس 2022 بسبب المعلومات المغلوطة خلال الغزو الروسي لأوكرانيا تليها المعلومات المغلوطة عن كوفيد 19 في أكتوبر. غُير اسم الميزة من بيردووتش إلى ملاحظات المجتمع في نوفمبر 2022. في نوفمبر 2023، شارك 133,000 مساهم في ملاحظات المجتمع، وذُكر أن الملاحظات تتلقى عشرات الملايين من المشاهدات يوميًا، وكان هدفها مكافحة الدعاية والمعلومات المضللة. وفقًا لموقع ماشابل، لم يرى معظم المستخدمين ملاحظات صححت مثل هذا المحتوى في نوفمبر 2023. في مايو 2024، وجدت دراسة لملاحظات المجتمع المتعلقة بلقاح كوفيد 19 أنها كانت دقيقة بنسبة 97%.
أشار المنتقدون إلى مساهمة ملاحظات المجتمع في نشر المعلومات المضللة، وكونها عرضة للتلاعب، وعدم اتساقها في تطبيق الملاحظات، وفي محاولتها مكافحة المعلومات المضللة. يعد إيلون ماسك، مالك إكس، البرنامج بمثابة تغيير كبير ذي إمكانات مهمة. بعد أن تلقى منشور كتبه ماسك ملاحظة مجتمعية، ادعى أن البرنامج تعرض للتلاعب من قبل جهات حكومية.

## التاريخ
في أغسطس 2020، أُعلن عن تطوير بيردووتش الذي وُصف في البداية بأنه أداة تعديل. أطلق تويتر برنامج بيردووتش في يناير 2021، ليكون وسيلة لتفنيد المعلومات المغلوطة والدعاية، من خلال دراسة استرشادية ضم 1,000 مساهم، بعد أسابيع من هجوم مبنى الكابيتول الأمريكي في 6 يناير. كان الهدف منه «بناء بيردووتش علني، يشكله مجتمع تويتر». في نوفمبر 2021، حدّث تويتر أداة تعديل بيردووتش للحد من ظهور هويات المساهمين من خلال إنشاء أسماء مستعارة لحساباتهم، في محاولة للحد من التحيز ضد مؤلف الملاحظات.
وسّع تويتر بعد ذلك نطاق الوصول إلى الملاحظات التي كتبها المساهمون في بيردووتش في مارس 2022، ما أعطى مجموعة عشوائية من المستخدمين في الولايات المتحدة القدرة على عرض الملاحظات المرفقة بالتغريدات وتقييمها، في تجربة أولية شملت 10,000 مساهم. في المتوسط، دوّن المساهمون 43 مرة في اليوم في 2022 قبل الغزو الروسي لأوكرانيا. ثم زاد هذا العدد إلى 156 في يوم الغزو، ويُقدر أنه جزء صغير جدًا من المنشورات المغلوطة المنتشرة على المنصة. بحلول 1 مارس، اقترح 359 مساهمًا فقط من أصل 10,000 مساهم ملاحظات في 2022، بينما وصف متحدث باسم تويتر خططًا لتوسيع نطاق البرنامج، مع التركيز على «ضمان أن يكون بيردووتش شيئًا يجده الناس مفيدًا ويمكن أن يساعد في إنارة الفهم».
بحلول سبتمبر 2022، توسع البرنامج ليشمل 15,000 مستخدم. في أكتوبر 2022، كانت الملاحظات المنشورة الأكثر انتشارًا تتعلق بمعلومات مغلوطة عن فيروس كورونا المستجد وفقًا للاستخدام التاريخي. في نوفمبر 2022، بطلب من المالك الجديد إيلون ماسك، تغير اسم الميزة وأصبح «ملاحظات المجتمع»، مع اتباع نهج مفتوح المصدر للتعامل مع المعلومات المغلوطة، ووسع انتشار البرنامج إلى أوروبا ودول خارج الولايات المتحدة.
وُسعت بعد ذلك ملاحظات المجتمع لتشمل ملاحظات عن الصور المغلوطة في مايو 2023 وعن مقاطع الفيديو المغلوطة في أيلول 2023، ولكن هذا التوسع انحصر في مجموعة من المستخدمين المتميزين المشار إليهم باسم «أفضل الكتاب». أوقف تويتر بعد ذلك خاصية الإبلاغ عن المنشورات المضللة، واعتمد حصريًا على ملاحظات المجتمع، مع اقتراح المساهمين أكثر من 21,200 ملاحظة على المنصة.
في أكتوبر 2023، أعلن إيلون ماسك أن المنشورات «المُصحّحة» بواسطة ملاحظات المجتمع لن تكون مؤهلة للحصول على عائدات الإعلانات، وذلك بهدف «تعظيم الحافز للدقة عوضًا عن الإثارة»، ومن أجل إيقاف انتشار المعلومات المضللة والمغلوطة على المنصة. انتقد بعض المستخدمين هذه الخطوة وأشاد بها آخرون. في نوفمبر 2023، وصلت الميزة إلى أكثر من 50 دولة، مع ما يقرب من 133,000 مساهم.

## العملية
تنشر خوارزمية ملاحظات المجتمع التصحيحات بناءً على اتفاق المساهمين الذين لديهم تاريخ من الاختلاف. عوضًا عن الاستناد إلى حكم الأغلبية، تعطي خوارزمية البرنامج الأولوية للملاحظات التي تتلقى تقييمات من «مجموعة متنوعة من وجهات النظر». وصف المبرمج فيتاليك بوتيرين خوارزمية المصدر المفتوح بأنها «معقدة تعقيدًا جنونيًا». لنشر ملاحظة، يجب على المساهم أولًا اقتراح ملاحظة تحت التغريدة. يُعين البرنامج قيمًا مختلفة لتصنيفات المساهمين، ويصنف المستخدمين الذين لديهم تاريخ من التصنيفات المتشابهة معًا في «تصنيف الرأي»، يُحدد من خلال محاذاة غامضة تشمل الطيف السياسي اليساري واليميني. تتطلب خوارزمية التعلم الآلي تقييمات من جانبي الطيف من أجل نشر الملاحظات، ويمكن أن يكون لها التأثير المقصود المتمثل في تقليل التفاعل مع هذا المحتوى.
المساهمون متطوعون لديهم إمكانية الوصول إلى واجهة يستطيعون من خلالها مراقبة التغريدات والردود التي قد تكون مغلوطة. توجد الملاحظات التي تحتاج إلى تقييمات من قبل المساهمين ضمن قسم «بحاجة إلى مساعدتك» من الواجهة. ثم يقدم المساهمون الآخرون رأيهم عن فائدة الملاحظة، ويحددون الملاحظات على أنها «مفيدة» أو «غير مفيدة». يحصل المساهم على نقاط إذا جرى التحقق من صحة ملاحظته، ضمن ما يسمى «تأثير التقييم». الذي يعكس مدى فائدة تقييمات المساهمين. يمكن لمستخدمي إكس التصويت على ما إذا كانوا يجدون الملاحظات مفيدة أم لا، ولكن عليهم التسجيل ليصبحوا مساهمين قادرين على كتابة الملاحظات، ويُقيد المساهمون بواسطة «تأثير التقييم» بالإضافة إلى دليل ملاحظات المجتمع.